# Giovanni Cocchi (ciclista)
Giovanni Cocchi (Milano, 21 marzo 1888 – ...) è stato un ciclista su strada italiano, professionista dal 1909 al 1918.

## Carriera
Non ottenne vittorie in carriera, ma fra i risultati ottenuti ci furono il sesto posto al Giro di Lombardia nel 1909, l'ottavo posto nel Giro dell'Emilia nel 1910, il decimo al Giro della Romagna nel 1911 e il secondo posto alla Milano-Sanremo nel 1910, quando giuse a oltre un'ora dal vincitore, il francese Eugène Christophe.
Portò a termine anche due edizioni del Giro d'Italia e partecipò, ritirandosi, a un Tour de France.

## Piazzamenti

### Grandi Giri
- Giro d'Italia

1909: 23º
1913: 19º
- Tour de France

1912: ritirato (12ª tappa)

### Classiche monumento
- Milano-Sanremo

1910: 2º
- Giro di Lombardia

1909: 6º